# IHC
IHC, или International Holding Company (араб. الشركة العالمية القابضة‎, — международная холдинговая компания) — глобальная инвестиционная холдинговая компания, основанная в 1998 году в Абу-Даби, Объединённые Арабские Эмираты. Международная холдинговая компания котируется на фондовой бирже Абу-Даби как IHC. IHC развивает и управляет несколькими компаниями, ориентированными на инвестиции в акционерный капитал, здравоохранение, продукты питания и дистрибуцию, недвижимость, строительство, коммунальные услуги, информационные технологии, связь, маркетинг, розничную торговлю и отдых, лизинг транспорта и аутсорсинг. Компания работает в Объединённых Арабских Эмиратах, на Ближнем Востоке, в Азии, Африке, Европе и США, имея более 6500 сотрудников по всему миру.
В марте 2021 года IHC сообщила о чистой прибыли в размере 3 миллиардов дирхамов (81 миллион долларов США) и об увеличении активов на 14 миллиардов дирхамов (3,8 миллиарда долларов) по состоянию на 31 декабря 2020 года с 4 миллиардов дирхамов (1,8 миллиарда долларов США) годом ранее.